# Gersau (Mundart)
Gersau bezeichnet in der Ostthüringer Mundart eine Person, die gern, oft und lange gert, sich also mit anderen unterhält und mit der es Spaß macht, ein Gespräch zu führen. Ins Hochdeutsche oder andere Dialekte übersetzt, bedeutet es etwa so viel wie Schwatztante oder Plaudertasche. Die Bezeichnung ist geschlechtlich neutral, kann also sowohl Frauen als auch Männer kennzeichnen. Sie ist nicht abwertend oder herabsetzend konnotiert, vielmehr überwiegt das Element der Sympathie und des Behagens.
Das Wort hat eine „inoffizielle“ Steigerungsform. Das ist die „Reichsgersau“. Sie zeigt an, dass die so bezeichnete Person auch jede noch so unpassende Gelegenheit zum geren ergreift oder auch noch so dringende Aufforderungen zum Abbruch oder zu einem situationsgerechten Verhalten (z. B. Katastrophenalarm) ignoriert.